# Уимблдон (фильм)
«Уимблдо́н» (англ. Wimbledon) — романтическая спортивная комедия 2004 года, поставленная режиссёром Ричардом Лонкрейном.

## Сюжет
Теннисисту Питеру Кольту (Пол Беттани) уже 32 года. Когда-то он был первой ракеткой Великобритании и одиннадцатым в мировой табели о рангах. Но сейчас Кольт скатился во вторую сотню профессионального рейтинга; никого из первой десятки он не может обыграть уже несколько лет.
Питер принимает решение завершить спортивную карьеру; в модном фитнес-клубе его ждёт скучная работа инструктора, обучающего базовой технике тенниса молодящихся обеспеченных домохозяек. Но грядёт Уимблдонский турнир, и Кольт как англичанин, представитель страны-организатора, получает приглашение напоследок принять в нём участие.
Питер ничего не ждёт от этого знаменитого соревнования. Ведь это его тринадцатый Уимблдон, но за всю свою карьеру Кольт не выиграл на его травяных кортах ни одного матча.
Случайная встреча с талантливой американской спортсменкой Лиззи Брэдбери (Кирстен Данст) переворачивает всю жизнь ветерана тенниса. Зародившееся чувство к ней помогает ему поверить в себя. Полюбив другого человека, Питер и к самому себе начинает относиться по-другому. Нет, любовь не сделает его моложе, сильнее или быстрее. Но оказывается, что во встречах с более молодыми соперниками его солидный для тенниса возраст и всё, что с ним связано — его огромный опыт, его аналитический склад ума, его понимание игры, его умение терпеть и выжидать, его мудрая готовность выслушивать, не отвергая их с ходу, неочевидные и спорные советы, — помноженные на его уверенность в себе и веру в него любимой женщины, совершенно неожиданно могут стать решающим преимуществом.
Невероятная история, составившая спортивную часть сюжета, тем не менее, основана на реальных событиях. В 2001 году, за три года до выхода фильма на экраны, 30-летний хорватский теннисист Горан Иванишевич, не прошедший квалификационный отбор и в последний момент получивший от организаторов wild card, выиграл Уимблдонский турнир в мужском одиночном разряде, будучи на тот момент 125-й ракеткой мира.

## В ролях
| Актёр                  | Роль                                                                                          |
| ---------------------- | --------------------------------------------------------------------------------------------- |
| Пол Беттани            | Питер Кольт, английский теннисист, 119-я ракетка мира                                         |
| Кирстен Данст          | Лиззи Брэдбери, американская теннисистка                                                      |
| Сэм Нилл               | Деннис Брэдбери, отец Лиззи                                                                   |
| Джеймс Макэвой         | Карл Кольт, младший брат Питера                                                               |
| Бернард Хилл           | Эдвард Кольт, отец Питера и Карла                                                             |
| Элеанор Брон           | Августа Кольт, мать Питера и Карла                                                            |
| Николай Костер-Вальдау | Дитер Проль, немецкий теннисист, друг и спарринг-партнёр Питера, его соперник в третьем круге |
| Алан Джонс             | Том Кавендиш, первая ракетка Великобритании, соперник Питера в четвертьфинале камео           |
| Хамед Мадани           | Пьер Мару, французский теннисист, соперник Питера в полуфинале                                |
| Остин Николс           | Джейк Хэммонд, американский теннисист, бывший бойфренд Лиззи, соперник Питера в финале        |
| Джон Фавро             | Рон Рот, агент и Питера, и Лиззи, и Джейка Хэммонда                                           |
| Роберт Линдсей         | Ян Фрэйзер, владелец фитнес-клуба, потенциальный работодатель Питера                          |
| Селия Имри             | миссис Кенвуд, клиентка фитнес-клуба Фрэйзера, давняя болельщица и поклонница Питера Кольта   |
| Бэрри Джексон          | Дэнни, сотрудник Уимблдонского лаун-теннисного клуба, обслуживающий главный корт              |
| Аннабел Левентон       | Паулин                                                                                        |

## Производство
В качестве дублёра Пола Беттани во время съёмок на корте выступил молодой британский теннисист Доминик Инглот. В последующие годы в одиночном разряде Инглот успехов не добился, но в парном поднимался до 18-го места в мировом рейтинге. Роль Ивана Драгомира исполнил американский теннисист Мерфи Дженсен. В качестве самих себя в фильме появились Джон Макинрой, Крис Эверт, Джон Барретт. Пэт Кэш был консультантом по теннису на съёмочной площадке и тренировал актёров.